# Virginia Slims of Florida 1991
Virginia Slims of Florida 1991 — жіночий тенісний турнір, що проходив на відкритих кортах з ґрунтовим покриттям у Бока-Ратон (США). Належав до турнірів 1-ї категорії в рамках Туру WTA 1991. Відбувсь утринадцяте і тривав з 4 до 10 березня 1991 року. Друга сіяна Габріела Сабатіні здобула титул в одиночному розряді, свій другий підряд і третій загалом на цьому турнірі.

## Учасниці

### Сіяні гравчині
| Країна    | Гравчиня           | Рейтинг | Сіяна |
| --------- | ------------------ | ------- | ----- |
| Німеччина | Штеффі Граф        | 1       | 1     |
| Аргентина | Габріела Сабатіні  | 4       | 2     |
| США       | Мері Джо Фернандес | 5       | 3     |
| США       | Дженніфер Капріаті | 11      | 4     |
| Іспанія   | Кончіта Мартінес   | 10      | 5     |
| Австрія   | Барбара Паулюс     | 16      | 6     |
| СРСР      | Наташа Звєрєва     | 14      | 7     |
| Франція   | Наталі Тозья       | 17      | 8     |
| Канада    | Гелен Келесі       | 18      | 9     |
| Італія    | Сандра Чеккіні     | 21      | 10    |
| США       | Енн Сміт           | 22      | 11    |
| США       | Лаура Аррая        | 24      | 12    |
| ПАР       | Розалін Феербенк   | 25      | 13    |
| Німеччина | Анке Губер         | 23      | 14    |
| США       | Мередіт Макґрат    | 38      | 16    |

### Інші учасниці
Нижче наведено учасниць, які отримали вайлдкард на участь в основній сітці:
- Енн Гроссман
- Барбара Ріттнер

Нижче наведено гравчинь, які пробились в основну сітку через стадію кваліфікації:
- Гелл Сіоффі
- Катрін Сюїр
- Шон Стаффорд
- Джулі Шифлет
- Беттіна Фулько
- Саманта Сміт
- Мішель Джексон-Nobrega
- Луїс Аллен

## Фінальна частина

### Одиночний розряд
Габріела Сабатіні —  Штеффі Граф 6–4, 7–6(8–6)
- Для Сабатіні це був 2-й титул в одиночному розряді за рік і 17-й — за кар'єру.

### Парний розряд
Лариса Нейланд /  Наташа Звєрєва —  Мередіт Макґрат /  Samantha Smith 6–4, 7–6(7–3)
- Для Нейланд це був 2-й титул за сезон і 20-й — за кар'єру. Для Звєрєвої це був 3-й титул за сезон і 14-й — за кар'єру.